# 洛斯加利亚尔多斯
洛斯加利亚尔多斯，是西班牙安达卢西亚自治区阿尔梅里亚省的一个市镇。 总面积35km2, 总人口2052人（2001年），人口密度59人/km2。